# Lim Hyo-sook
Lim Hyo-sook (kor. 임효숙, ur. 26 kwietnia 1982 w Pusan w Korei Południowej) – południowokoreańska siatkarka grająca jako przyjmująca. Obecnie występuje w drużynie Seongnam Korea Expressway Corporation Hi-pass Zenith.